# Глен Флора (Висконсин)
Глен Флора (енгл. Glen Flora) град је у америчкој савезној држави Висконсин.

## Демографија
По попису из 2010. године број становника је 92, што је 1 (-1,1%) становника мање него 2000. године.
| Група             | 2000.      | 2010.      |
| Белци             | 89 (95,7%) | 91 (98,9%) |
| Афроамериканци    | 0 (0,0%)   | 0 (0,0%)   |
| Азијати           | 0 (0,0%)   | 0 (0,0%)   |
| Хиспаноамериканци | 0 (0,0%)   | 0 (0,0%)   |
| Укупно            | 93         | 92         |